# Abigail Robinson
Abigail Robinson (* 28. August 1998), auch Abbie Robinson, ist eine britische Parakletterin und vierfache Weltmeisterin. Sie tritt in der Kategorie B2 (Sehschärfe ⩽2/60 oder Gesichtsfeld ⩽ 5 %) im Lead an.

## Leben
Als Kind war Robinson bereits immer gerne sehr aktiv, ihren ersten Kontakt mit dem Klettersport hatte sie mit 13 Jahren in einer Kletterhalle in Sunderland. Im Alter von 17 Jahren wurde bei ihr Morbus Stargardt diagnostiziert, die Krankheit führte zu einer Erblindung.
Robinson hat Digitale Medien studiert.
Sie möchte in ihrer Vorbildfunktion zeigen, dass eine Behinderung wie die ihre keine Barriere zum Erfolg oder Sport sein muss, und so andere Menschen inspirieren, sich nicht von ihren Behinderungen aufhalten zu lassen. Für ihr Engagement wurde sie für die Rebel women of Sunderland campaign nominiert, bei der sie gemeinsam mit weiteren Personen die Errungenschaften von Frauen aus ihrer Heimatstadt feiert.

## Karriere
In Folge ihrer Erkrankung kam sie früh mit dem Paraklettern in Berührung und wurde Teil des britischen Parakletterteams. 2018 startete sie bei ihrem ersten internationalen Wettkampf, dem Paraclimbing Cup in Briançon, Frankreich, welchen sie gewann. Im September 2018 gelang ihr dann ebenfalls der Sieg bei der Weltmeisterschaft in Innsbruck. In den nächsten Jahren folgten Siege bei der Weltmeisterschaft 2019 in Briançon und 2021 in Moskau. Nach mehreren Siegen bei Parakletter Worldcups gelang ihr 2023 erneut der erste Platz bei der Weltmeisterschaft in Bern. Dort gelang ihr als einzige Sportlerin ihrer Disziplin, sowohl beide Qualifikationsrouten als auch die Finalroute zu toppen (sturzfrei bis zum letzten Griff klettern).
In Northumberland und Yorkshire geht sie regelmäßig am Felsen bouldern, und hat bereits Routen in Schwierigkeiten bis 7C gelöst.